# Yantai

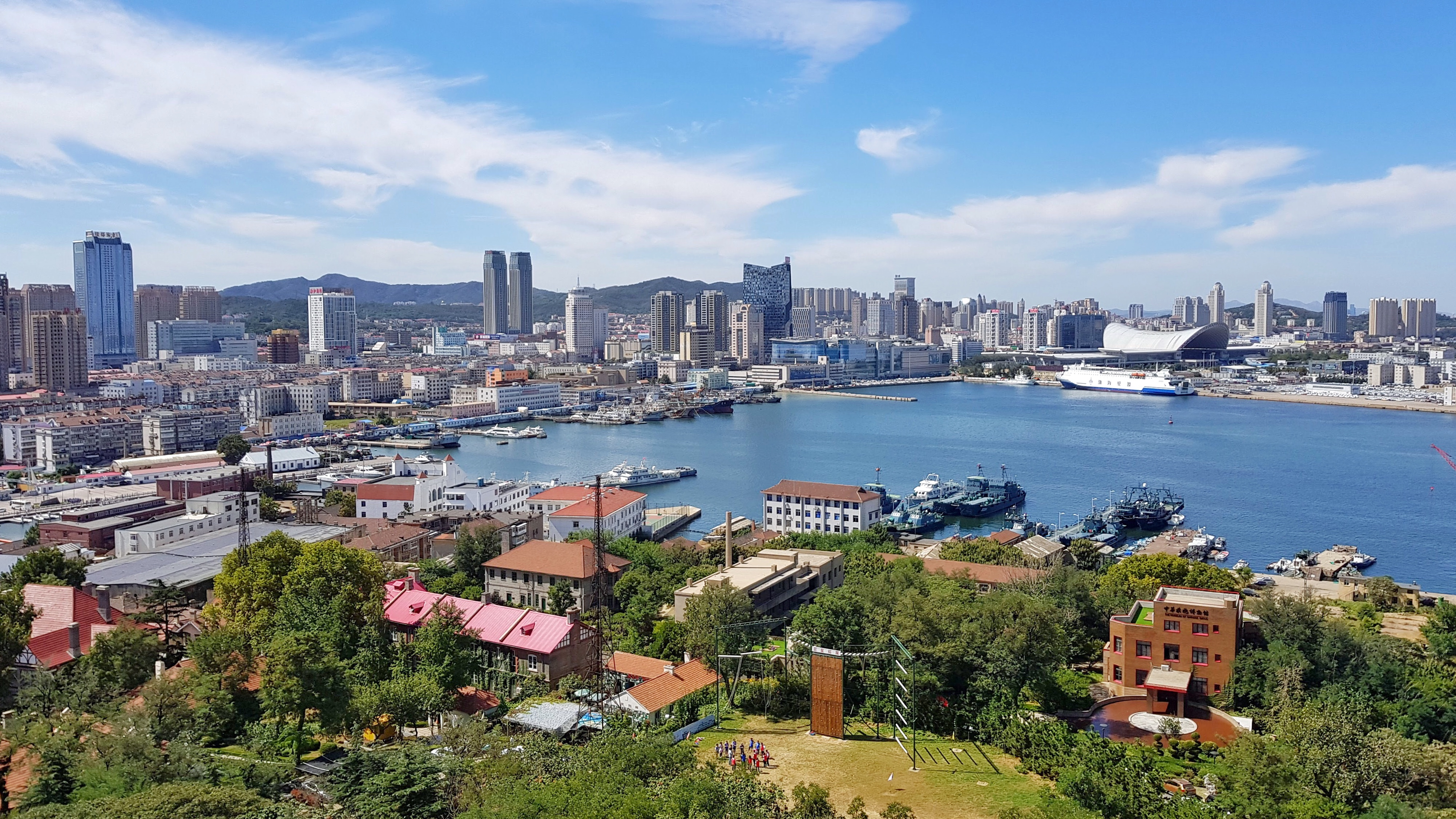
Küstenpanorama von Yantai, 2017

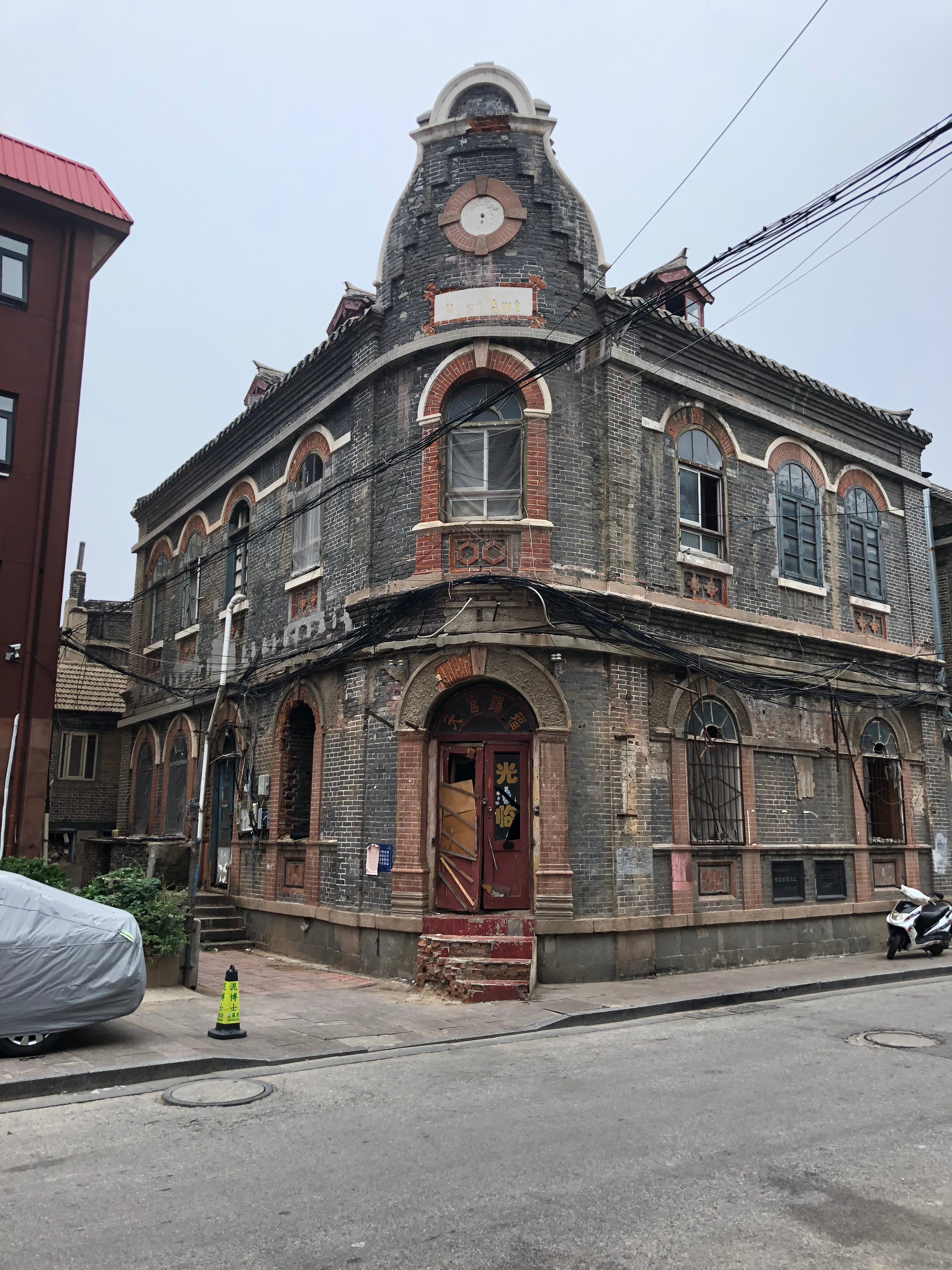
Altes Deutsches Postamt

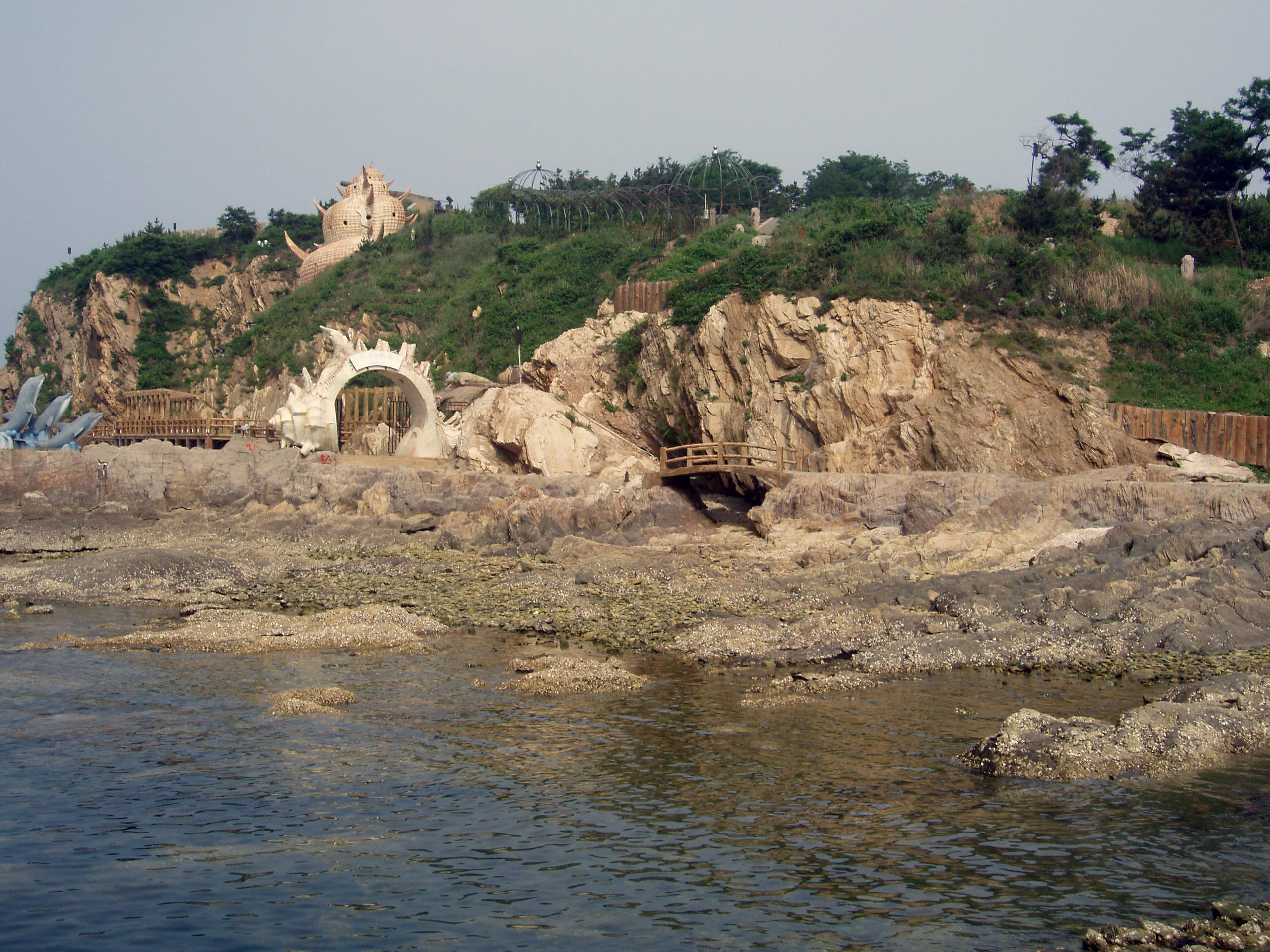
Die Mondbucht (月亮灣)

Schriftzeichen „Yantai“

Yantai (chinesisch 煙臺市 / 烟台市, Pinyin Yāntái Shì, selten 煙台市, kurz 煙 / 烟,  Yān; früher auch Zhifu), historisch nach Stange Tschifu, ist eine bezirksfreie Stadt in der ostchinesischen Provinz Shandong. Sie ist der größte Fischereihafen Shandongs und ein bedeutendes Wirtschaftszentrum. Die Stadt ist im Chinesischen poetisch als „Gǎngchéng“ (港城) bekannt, wörtlich für „Hafenstadt“. Yantai hat eine Fläche von 13.746,5 km². Im Jahr 2020 lebten dort 7.102.116 registrierte Einwohner, davon 4.780.207 städtische Bevölkerung.

## Etymologie
Yantai bedeutet wörtlich „Rauch-Terrasse“, „Rauch-Platform“, was von einem Wachturm mit Signalfeuer (狼烟墩台, kurz 烟台) aus dem 14. Jahrhundert herrührt, mit welchem das Herannahen von Wokou-Piraten oder feindlichen Schiffen signalisiert wurde. Dieser befand sich auf dem Berg Yantai Shan (烟台山,  Yantái Shān – „Signalfeuerturmberg“, hist. 北山 – „Nordberg“), einer auf drei Seiten vom Meer umspülten bergigen Halbinsel. Heute befindet sich hier ein Leuchtturm. Die heutige Bezeichnung der Stadt taucht erstmals im Jahr 1398 auf, dem 31. Regierungsjahr des ersten Ming-Kaisers Zhū Yuánzhāng. Der früher verwendete deutsche Name „Tschifu“, englisch Chefoo, Cheefoo, Chih-fou oder Chi-fu (芝罘,  Zhīfú, hist.: 之罘), ist eigentlich nur die Bezeichnung der vorgelagerten Insel „Zhīfú Dǎo“ (芝罘岛) in dem gleichnamigen Stadtbezirk Zhifu.
Die historische Bezeichnung im Westen „Tschifu“, „Chefoo“ etc. bezieht sich auf eine Bezeichnung aus der Kaiserzeit für die heutige Gegend von Yantai. Nach den Aufzeichnungen im Shiji besuchte der Kaiser Qin Shihuangdi im 28. Regierungsjahr (219 v. Chr.) bei seiner „Östliche Inspektion des Reiches“ (东巡) diesen Ort und bestieg den Berg Zhīfú (之罘山) auf der gleichnamigen Insel. Seit jener Zeit bis zum Ende der Qing-Dynastie benutzten chinesischen Quellen für dieses Gebiet die Bezeichnung „Zhifu“. Aufgrund der frühen Öffnung der Hafenstadt für den Handel mit dem Westen gelangte die historische Bezeichnung zuerst in die Karten der westlichen Kaufleute und fand Eingang in die Encyclopædia Britannica.

## Geographie
Yantai liegt auf der Halbinsel Shandong südlich vom Bohai-Meer (ein Randmeer des Gelben Meers), nahe der südlichen Spitze von Korea. Das Meeresgebiet von Yantai umfasst 63 vorgelagerten Inseln. Die Küstenlinie hat eine Länge von 909 Kilometern. Im Osten liegt die Nachbarstadt Weihai, im Westen die Stadt Weifang und im Südwesten Qingdao.
Topographisch besteht Yantai zu 36,62 % aus Bergland, 39,7 % aus Hügelland, zu 20,78 % aus Ebenen und zu 2,9 % aus Becken. Höchster Punkt ist mit 922,8 Metern der Berg Kunyu (昆嵛山).
Die wichtigsten Flüsse sind:
- Dagu-Fluss (大沽河)
- Dagujia-Fluss (大沽夹河)
- Huangshui-Fluss (黄水河)
- Jie-Fluss (界河)
- Wang-Fluss (王河)
- Wulong-Fluss (五龙河)
- Xin'an-Fluss (辛安河)

Alle Verwaltungsgliederungen Yantais, mit Ausnahme der kreisfreien Stadt Qixia, befinden sich an der Küste.

## Geschichte
Die Region wurde im Mittelalter vom Volk der Laiyi bewohnt. Es wird angenommen, dass sie während der Xia-Dynastie einen kleinen Staat um die heutige Stadt Laizhou bildeten.
1398 entstand das Signalfeuer, welches Jahrhunderte später zum Namensgeber werden sollte.
Im Juli 1858 unterzeichnete das chinesische Reich den Vertrag von Tianjin und Dengzhou, wie die Hafenstadt bis dahin hieß, wurde in Yantai umbenannt. Yantai öffnete seinen Hafen im Jahr 1861. 17 Nationen, unter anderem Großbritannien, errichteten Vertretungen in Yantai.
Am Anfang des 20. Jahrhunderts wurde Yantai, wie die der Südwesten der Halbinsel Shandong, von Kiautschou aus von Deutschland beherrscht. Von 1919 bis 1941 unterhielt hier die US-amerikanische Marine einen Stützpunkt für ihre Asienflotte. (Siehe Ungleiche Verträge)

## Administrative Gliederung
| Karte |
| --- |
| Zhifu Fushan Muping Laishan Longkou (Stadt) Laiyang (Stadt) Laizhou (Stadt) Penglai Zhaoyuan (Stadt) Qixia (Stadt) Haiyang (Stadt) |

Yantai setzt sich seit der Gemeindereform vom 5. Juni 2020 aus fünf Stadtbezirken und sechs kreisfreien Städten zusammen.
Diese sind:
- Stadtbezirk Fushan (福山区), 706 km², ca. 340.000 Einwohner (2001);
- Stadtbezirk Laishan (莱山区), 258 km², ca. 160.000 Einwohner (2001);
- Stadtbezirk Muping (牟平区), 1.589 km², ca. 480.000 Einwohner (2001);
- Stadtbezirk Zhifu (芝罘区), 174 km², ca. 640.000 Einwohner (2001);
- Stadtbezirk Penglai (蓬莱区), 1.185 km², ca. 530.000 Einwohner (2001);
- Stadt Haiyang (海阳市), 1.881,6 km², ca. 690.000 Einwohner (2001);
- Stadt Laiyang (莱阳市), 1.732 km², ca. 890.000 Einwohner (2001);
- Stadt Laizhou (莱州市), 1.878 km², ca. 870.000 Einwohner (2001);
- Stadt Longkou (龙口市), 893 km², ca. 620.000 Einwohner (2001);
- Stadt Qixia (栖霞市), 2.016 km², ca. 660.000 Einwohner (2001);
- Stadt Zhaoyuan (招远市), 1.433 km², ca. 580.000 Einwohner (2001).

## Verkehr
Yantai ist Endpunkt einer Eisenbahnlinie und einer Autobahn von Qingdao. Regelmäßiger Schiffsverkehr besteht nach Dalian, Qinhuangdao und Tianjin.
Außerdem verfügt Yantai über einen eigenen Flughafen, den Yantai Penglai International Airport, mit 149 Fluganbindung (Stand Ende 2017) zu 75 Großstädten sowie zu 14 internationalen Metropolen. Der Flughafen hat internationale Verbindungen nach beispielsweise Seoul, Osaka, und Hongkong. Es wird von insgesamt 34 Fluggesellschaften angeflogen. Er ist 43 Kilometer vom Stadtzentrum entfernt und wurde am 28. Mai 2015 eröffnet.

## Wirtschaft
In den 1990er Jahren entwickelten sich Stadt und Bezirk Yantai zu einem modernen Wirtschaftszentrum.
- Bruttoinlandsprodukt: 561,387 Milliarden Renminbi (2013)[8]
- BIP pro Kopf: 80.357 Renminbi (2013)

Yantai ist ein Zentrum der chinesischen Weinproduktion und ist neben der (auch chinesischen) autonomen Region Ningxia die weltweit einzige Gebietskörperschaft mit Beobachterstatus in der Internationalen Organisation für Rebe und Wein.

## Bauwerke
Höchstes Gebäude der Stadt ist das 2017 fertiggestelltes 323 Meter hohes Hochhaus Yantai Shimao No. 1 The Harbour.

## Söhne und Töchter der Stadt (Auswahl)
- Andreas Koch (1871–1952), deutscher Jurist und Politiker, Mitglied der Hamburgischen Bürgerschaft und des Hamburger Bürgerausschusses, Rat am Hanseatischen Oberlandesgericht
- Chou Wen-chung (1923–2019), US-amerikanischer Komponist chinesischer Herkunft
- Zhang Wannian (1928–2015), General der Volksbefreiungsarmee
- Chi Haotian (* 1929), General der Volksbefreiungsarmee
- He Weifang (* 1960), Rechtsprofessor
- Chen Yufeng (* 1970), Fußballspielerin
- Wang Yaping (* 1980), Militärpilotin und Raumfahrerin
- Xing Aowei (* 1982), Turner
- Liu Chunhong (* 1985), Gewichtheberin
- Wang Shasha (* 1987), Handballspielerin
- Zhou Lulu (* 1988), Gewichtheberin
- Zhang Rui (* 1989), Fußballspielerin
- Liu Shiying (* 1993), Speerwerferin

### Lebte in der Stadt
- John Livingston Nevius (1829–1893), US-amerikanischer presbyterianischer Missionar, lebte 1871–1893 in Yantai